# Jag vet på vem jag tröstar
Jag vet på vem jag tröstar är en körtext av Daniel Webster Whittle och musik av James McGranahan.

## Publicerad i
- Frälsningsarméns sångbok 1929 som nr 146 i körsångsdelen under rubriken "Jubel, strid och erfarenhet".
- Frälsningsarméns sångbok 1968 som nr 145 i körzångsdelen under rubriken "Jubel, Strid Och Erfarenhet".
- Frälsningsarméns sångbok 1990 som nr 838 under rubriken "Glädje, vittnesbörd, tjänst".